# Martin Indyk
Martin Sean Indyk (født 1. juli 1951, død 25. juli 2024) var en amerikansk ambassadør i Israel. Han er nok bedst kendt for at være hjernen bag dual containment-politikken, en ide lanceret af ham i maj 1993 med henblik på at inddæmme (engelsk: contain) både Irak og Iran, Israels to største strategiske modstandere. 

## Baggrund og tidlig karriere
Han blev født ind i en jødisk familie i London, England, men voksede op og blev uddannet i Australien. Han fik to børn, Sarah og Jacob, med sin kone Jill. Han fik amerikansk statsborgerskab i 1993. 
- Eksamen fra University of Sydney [1972).
- PhD i internationale relationer fra Australian National University (1977).
- Forskningsleder ved American Israel Public Affairs Committee (AIPAC), en pro-israelsk lobbygruppe i Washington.[3][4] (1982-85).
- Administrerende direktør for Washington Institute for Near East Policy (WINEP), et forskningsinstitut med speciale i arabisk-israelske forhold (1985-93).

Han var desuden adjungeret professor ved Johns Hopkins School of Advanced International Studies, hvor han underviste i israelsk politik og udenrigspolitik.

## Offentlige hverv
- Special assistant for præsident Bill Clinton
- Senior director of Near East and South Asian Affairs ved United States National Security Council. Mens han var ved NSC, tjente han som
- Første rådgiver for præsidenten og den nationale sikkerhedsrådgiver, når emnerne var arabisk-israelske forhold, Irak, Iran, and Sydøstasien.
- Senior member af udenrigsminister Warren Christophers mellemøstfreds-team.
- Det Hvide Hus' repræsentant ved U.S. Israel Science and Technology Commission.[5]

- Amerikansk ambassadør til Israel 1995-1997 og 2000-01.[6]
- Senior Fellow and Director for Saban Center for Middle East Policy under programmet for udenlandske studier ved The Brookings Institution. (2001-)